# Elias (lutador)
Jeffrey Logan Sciullo (Pittsburgh, 22 de novembro de 1987) é um lutador de luta livre profissional estadunidense. Atualmente, ele se apresenta no circuito independente sob o nome de ringue Elijah. Ele é mais conhecido por seu tempo na WWE de 2014 a 2023, onde atuou sob o nome de ringue Elias.
Antes de ingressar na WWE, Sciullo trabalhou para várias empresas no circuito independente sob o nome de ringue Logan Shulo. Ele então se juntou à WWE e foi designado para a marca de desenvolvimento NXT em 2014, sob o nome de Elias Samson, um personagem de músico que frequentemente usava a música para zombar de seus oponentes ou dos fãs presentes, sendo apelidado de "The Drifter" (O Vagueador). Pouco depois de se juntar ao plantel principal em 2017, seu nome de ringue foi abreviado para Elias. Em 2018, o EP WWE: Walk with Elias foi lançado pelo WWE Music Group, com Sciullo, seguido por Universal Truth em 2020. Após uma pausa a partir de agosto de 2021, Sciullo retornou em abril de 2022, mas interpretando o irmão mais novo de Elias, chamado Ezekiel. No final daquele ano, Ezekiel foi retirado da televisão, e Sciullo voltou como Elias até ser liberado de seu contrato em setembro de 2023.

## Carreira

### Cartel de Wrestling Internacional (2008-2013)
Sciulo começou sua carreira no International Wrestling Cartel (IWC), uma federação de Pittsburgh , sob o nome de Logan Shulo.
Lá, ele se tornou o campeão mundial peso-pesado da IWC em 10 de março de 2012após sua vitória sobre Jimmy DeMarco. a15 de dezembro, ele ganhou o IWC Super Indy Championship após vencer Sami Callihan em uma partida arbitrada por DeMarco. Logo após essa luta, seu reinado como campeão mundial dos pesos pesados terminou com a derrota para John McChesney em luta arbitrada por DeMarco.
Ele perdeu o título de campeão da Super Indy para Anthony Nese em26 de janeiro de 2013. Ele está tentando recuperar o título de campeão mundial dos pesos pesados em2 de fevereiro sem sucesso.

### World Wrestling Entertainment (2013-2023)

#### Upgrade para NXT (2013-2017)
Em 26 de novembro de 2013, World Wrestling Entertainment (WWE) anuncia a contratação de Logan Shulo.
Ele mudou o nome do ringue para o de Elias Samson e fez sua primeira luta com esse novo nome durante a gravação do NXT do15 de maio de 2014. Naquele dia, ele se junta a Buddy Murphy e eles perdem para o The Ascension .
a 18 de fevereiro de 2015na NXT, ele perde para Rhyno . a23 de dezembro de 2015na NXT, ele bate Bull Dempsey .
a 6 de abril de 2016na NXT, ele perde para a Apollo Crews . a27 de abril de 2016na NXT, ele perde para Shinsuke Nakamura . a11 de maio de 2016na NXT, ele perde para Finn Bálor .
a 11 de janeiro de 2017na NXT, ele bate Jonathan Cruz. a1 st fevereiro 2017na NXT, ele perde para No Way Jose . a29 de março de 2017Na NXT, ele perde uma partida contrato a contrato contra Kassius Ohno e é forçado a deixar a NXT. O 1 st maio a NXT combatê-la disfarçada como El Vagabundo contra Oney Lorcan mas perdeu depois de ser desmascarado.

#### Várias rivalidades no Raw (2017-2018)
a 22 de maiono Raw, ele fez sua estreia vencendo Dean Ambrose por desqualificação após ser atacado por The Miz . Após o jogo, ele ataca Dean Ambrose . a29 de maioele venceu Zac Evans . a12 de junhono Raw, ele venceu Dean Ambrose graças a uma intervenção de The Miz. a19 de junhono Raw, ele ataca Finn Bàlor nos bastidores depois que o último o interrompe. a26 de junhoele perdeu uma luta de duplas de 6 homens com Cesaro e Sheamus contra os Hardys e Finn Bàlor . a10 de julhono Raw, ele é derrotado por Finn Bàlor. a17 de julhono Raw, perdeu para Finn Bálor por desqualificação. Durante o Raw de24 de julho, ele venceu Finn Bàlor em uma luta sem desqualificação graças a uma intervenção de Bray Wyatt .
a 31 de julhono Raw, ele venceu Kalisto . a11 de agostono Evento Principal, ele venceu Kalisto . a21 de agostono Raw, ele bate R-Truth . a6 de setembrono Main Event, ele venceu Kalisto. a11 de setembrono Raw, ele venceu Kalisto. Durante No Mercy , ele venceu Apollo Crews . No dia seguinte no Raw, ele venceu Apollo Crews novamente. a2 de outubrono Raw, ele vence Titus O'Neil . a9 de outubrono Raw ele vence o Apollo Crews .
Durante o Raw de 16 de outubroele perdeu uma luta de duplas de 6 homens com o The Club contra Jason Jordan , Apollo Crews e Titus O'Neil . a22 de outubrodurante o TLC 2017 , ele perdeu para Jason Jordan . a23 de outubrono Raw ele acerta Jason Jordan com sua guitarra no meio da luta e perde por desclassificação contra ele. a30 de outubrono Raw, Jason Jordan quebra sua guitarra. a6 de novembrono Raw, ele perdeu o primeiro jogo Guitar-on-a-Pole da história para Jason Jordan. a19 de novembrono início da Survivor Series , ele venceu Matt Hardy . a27 de novembro, Elias perde para Roman Reigns e não ganha o Campeonato Intercontinental . a4 de dezembrono Raw, ele é atacado por Braun Strowman, que usa seu Running Powerslam .
a 25 de dezembrono Raw, ele perde para John Cena . O 1 st janeiro a Raw, ele perde com Bo Dallas e Curtis Axel contra o clube e Finn Balor. a22 de janeirodurante o 25 º aniversário da Raw, ele carrega um golpe baixo em Cena , quebra sua guitarra nas costas e transporta-la Drift Away . a28 de janeiro de 2018, Ele vai participar de sua primeira Royal Rumble entrando 6 ª posição, aproveitando a carnificina causada por Baron Corbin , para vir cantar e pedindo a multidão Quem quer andar com Elias? . Após uma presença de 26 minutos, será finalmente eliminado por John Cena.
Ao editar Raw de 29 de janeiro, ele tenta se qualificar para a Elimination Chamber match enfrentando Woken Matt Hardy, a quem ele derrotará após uma distração de Bray Wyatt. Isso significa que ele cruzará espadas novamente com John Cena nesta partida, já que este último também se classificou ao vencer Finn Balor no final da noite. a5 de fevereiroNo Raw, ele derrotou John Cena e Braun Strowman em uma luta Triple Threat, na qual o vencedor ganha o direito de entrar por último na Elimination Chamber, após a partida com Strowman lhe trazer 2 Powerslam. a12 de fevereiroNo Raw, ao anunciar seus planos para a WrestleMania 34 , ele é interrompido por Braun Strowman usando seu Running Powerslam antes de atacá-lo com um contrabaixo.
a 13 de fevereirona primeira rodada do WWE Mixed Match Challenge , Bayley e Elias perdem para Rusev e Lana . a19 de fevereiroNo Raw, participou num Seven-man Gauntlet Match no qual eliminou Seth Rollins , antes de ser eliminado por Finn Bálor , neste combate também contou com Roman Reigns , John Cena , The Miz e o vencedor Braun Strowman .
No Elimination Chamber em 2018 , retornou a 7 ª posição e foi eliminado na 2 ª posição Braun Strowman , este jogo também envolveu Cena, Seth Rollins , The Miz , Finn Balor eo vencedor Roman Reigns . a26 de fevereirono Raw, ele perdeu para Braun Strowman por desqualificação. a5 de marçono Raw, ele perdeu uma Symphony of Destruction Match para Braun Strowman . a26 de marçono Raw, ele venceu Rhyno , após a luta ele usa seu Drift Away em Heath Slater . a2 de abrilno Raw, ele venceu Heath Slater .
a 9 de abrilno Raw, o seu concerto é interrompido pelo regresso à WWE de Bobby Lashley que ataca Elias deixando-o nocauteado no ringue. a16 de abrilno Raw, ele diz que não se intimida com Lashley. a23 de abrilno Raw, ele venceu Bobby Roode . a27 de abrildurante o WWE Maior Royal Rumble , ele entrou 20 ª posição no Royal Rumble, eliminou 5 participantes, mas foi eliminado por Bobby Lashley . a30 de abrilno Raw, ele venceu Bobby Roode . aMaio 6em Backlash , ele foi interrompido durante seu show primeiro por New Day e depois por Rusev e Aiden English seguido por No Way Jose e Titus Worldwide antes de receber um Glorious DDT de Bobby Roode . a7 de maiono Raw, ele perde para Bobby Roode .
a 14 de maiono Raw, ele perdeu uma luta Triple Threat contra Kevin Owens, também envolvendo Bobby Lashley, e não se qualificou para a luta Money in the Bank. a21 de maiono Raw, ele venceu Bobby Roode , após a luta é violentamente jogado por Braun Strowman . a28 de maiono Raw, ele é interrompido por Seth Rollins , depois ele explode sua guitarra nas costas de Rollins. a4 de junhono Raw, ele ganha com Jinder Mahal sobre Roman Reigns e Seth Rollins após um DDT em uma cadeira e uma Drift Away. a11 de junhono Raw, ele é atacado por Seth Rollins , ele foge na frente deste abandonando sua guitarra no ringue que Rollins teve o prazer de quebrar. a17 de junhodurante Money in the Bank 2018 , ele perdeu para Seth Rollins e não conseguiu ganhar o título intercontinental deste último.
a 9 de julhono Raw , ele venceu com o Constable Baron Corbin contra Finn Bálor e Bobby Roode . No dia seguinte ao Extreme Rules, Kurt Angle organiza três partidas de ameaça tripla, cujos vencedores se enfrentam para determinar o próximo adversário de Brock Lesnar no Summerslam 2018 , Elias não vence sua partida em benefício de Bobby Lashley , esta partida também envolveu Seth Rollins .
a 20 de agostono Raw , ele é desafiado por Curt Hawkins , ele o derrota com seu Drift Away. a27 de agostono Raw, ao insultar a cidade de Toronto, ele é interrompido pelo retorno de Trish Stratus, que lhe dá um tapa na cara. a10 de setembrono Raw, depois de insultar Mick Foley, ele perde a partida contra o Finn Bálor . a17 de setembrono Raw, ele vence por desqualificação contra Bobby Lashley, após levar um soco do empresário deste, Lio Rush . a24 de setembroNo Raw, Elias perde por desqualificação para Bobby Lashley após este receber acidentalmente um golpe de Kevin Owens perseguindo Lio Rush.
a 6 de outubrodurante o WWE Super Show-Down , Elias e Kevin Owens perdem para John Cena e Bobby Lashley .

#### Face Turnand Rivalry com Bobby Lashley e Baron Corbin (2018-2019)
a 15 de outubrono Raw , ele é atacado por Apollo Crews . a22 de outubrono Raw, ele vence o Apollo Crews . Após a luta, ele é interrompido enquanto se prepara para cantar pelo Barão Corbin, que lhe diz para deixar o palco. Elias quebrou seu violão nas costas de Corbin antes de sair. Ele então executa um Face Turn .
Na semana seguinte no Raw , ele derrotou Jinder Mahal, que o havia atacado anteriormente no vestiário.
a 5 de novembrono Raw , ele interrompe e derrota Dolph Ziggler . a12 de novembrono Raw , ele interrompe Bobby Lashley e perde para ele por contagem externa, Lio Rush segurando-o fora do ringue.
No dia seguinte no Raw , McIntyre, Lashley e Baron Corbin enfrentaram Elias, Strowman e Finn Bálor em uma luta de 6-Men Elimination Tag Team, mas a luta terminou sem disputa depois que McIntyre, Lashley e Corbin atacaram Stowman. Na semana seguinte no Raw , Elias perdeu para Bobby Lashley em uma luta sem desqualificação depois que o Barão Corbin mudou as regras da partida.
a 10 de dezembroNo Raw , Bobby Lashley intimida Heath Slater que foi o árbitro da partida entre Lio Rush e Elias na tentativa de evitar que Rush fosse desclassificado levando à derrota de Elias.
a 24 de dezembrono Raw , ele venceu Bobby Lashley em uma briga de rua.
a 31 de dezembrono Raw , uma briga começa entre Elias e Baron Corbin . Essa altercação resultou em uma luta entre os dois na semana seguinte no Raw, que Corbin venceu. a21 de janeirono Raw , Elias perde para o Barão Corbin após ser interrompido por este durante uma apresentação musical.

#### Heel Turn& Transferência para oSmackDown Live(2019)
a 29 de janeiro de 2019no Raw , ele executa um Heel Turn atacando Jeff Jarrett e Road Dogg . Na semana seguinte no Raw , ele derrotou Jeff Jarrett . Após a luta, ele é atacado por Road Dogg , depois por Jeff Jarrett que o acerta com a guitarra. a11 de fevereirono Raw , ele ataca com uma guitarra Kalisto antes de fugir na frente do Gran Metalik e Lince Dorado . Na semana seguinte no Raw , ele perde para Aleister Black .25 de fevereirono Raw , ele intervém na luta entre Dean Ambrose e Drew McIntyre em uma luta sem desqualificação , permitindo que o escocês vença. Bobby Lashley , Corbin Baron , Drew McIntyre e agredindo-o Dean Ambrose , mas ele recebe ajuda de Seth Rollins e Roman Reigns .
a 11 de marçoNo Raw , Elias foi interrompido por No Way Jose , a quem espancou em retaliação.Na semana seguinte no Raw , Elias derrotou No Way Jose em uma luta individual. a16 de abrilno SmackDown Live , durante o Superstar Shake-Up , ele foi transferido para o show azul. Posteriormente, ele pega uma lança de Roman Reigns , também um recém-chegado ao show azul, após tentar proteger Vince McMahon . a19 de maiono Money in the Bank , ele perde para Samoan em segundos. a21 de maiono SmackDown Live , ele perde para Roman Reigns . Na semana seguinte no SmackDown Live , ele derrotou R-Truth e ganhou o título 24/7 . Mais tarde naquela noite, ele e Drew McIntyre perderam para R-Truth & Roman Reigns . Após a luta, R-Truth o derrotou após uma Lança de Roman Reigns e reivindicou o título 24/7.
a 18 de junhono SmackDown Live , ele e Drew McIntyre derrotam The Miz & R-Truth em uma luta de eliminação de duplas . Após a partida, o psicopata escocês e ele atacam o ex-campeão intercontinental. Na semana seguinte, no SmackDown Live , o Miz quer ver Shane McMahon em seu camarim, mas o guitarrista o impede. O comissário do show azul organiza uma luta entre Miz e ele. Se o primeiro vencer, ele enfrentará Shane McMahon na próxima semana. Ele derrotou The Miz em uma partida de duas de três quedas . No dia 1º de julho para o Raw , ele perde contra The Miz em uma luta de duas de três quedas . Na semana seguinte, no Raw , o The Revival e perde seu jogo de duplas de duas quedas-6 homens em Miz e Usos . a14 de julhono Extreme Rules , ele intervém no Tag Team Match de Shane McMahon & Drew Galloway enfrentando Roman Reigns & the Undertaker , mas não consegue evitar a derrota. a16 de julhono SmackDown Live , Samoa Joe , Randy Orton e ele derrotam o New Day em uma luta de times de 6 homens . Na semana seguinte no SmackDown Live , ele foi nomeado técnico de tempo por Shane McMahon para a partida entre Kevin Owens e Roman Reigns , enquanto Drew McIntyre era o árbitro da partida. Durante a luta, Reigns & Owens finalmente decidem se aliar e então atacar os três Heels . a30 de julhono SmackDown Live , nomeado árbitro especial para a partida entre Kevin Owens e Samoa Joe por Shane McMahon , ele permite que o samoano vença o canadense. a20 de agostoNo SmackDown Live , ele derrotou Kevin Owens na primeira rodada do Torneio King of the Ring , após uma rápida contagem de três de Shane McMahon , o árbitro especial da partida. Na semana seguinte, no SmackDown Live , ele diz a Kevin Owens, que veio ver o comissário do show azul em seu escritório, que este não está lá. Enquanto ele se dirige para o ringue, o canadense o ataca por trás e, em seguida, carrega um Stunner para o ringue, perdendo seu título da liga 24/7 para Drake Maverick .

#### Retorno de lesão evirada de rosto(2019-2020)
a 29 de novembrono SmackDown ele retorna e canta uma música para Dana Brooke , realizando um Face Turn . Na semana seguinte no SmackDown , ele enfrenta Drake Maverick, que girava em torno de Dana Brooke . a27 de dezembrono SmackDown , ele abre o show dando as boas-vindas ao mundo da WWE na música.
a 3 de janeiro de 2020no SmackDown , ele canta no ringue. a17 de janeirono SmackDown , ele está no ringue novamente, mas é interrompido por Sami Zayn , Shinsuke Nakamura e Cesaro . O canadense manda os suíços atacá-lo, mas ele leva vantagem. Atacado pelos três Heels , ele recebe reforço de Braun Strowman . Na semana seguinte no SmackDown , ele e Strowman venceram Nakamura e Cesaro. a26 de janeirono Royal Rumble , ele entrou no Royal Rumble masculino 2 de posição, mas foi eliminado por Brock Lesnar . a14 de fevereirono SmackDown , ele interrompe o show de Sami Zayn & Cesaro , então recebe a ajuda de Braun Strowman, que ataca os dois Heels . Na semana seguinte no SmackDown , ele e Strowman derrotaram Nakamura e Cesaro em uma Symphony of Destruction Match .
a 4 de abrilna WrestleMania 36 , ele derrotou o rei Corbin . a15 de maiono SmackDown , ele venceu Corbin novamente e se classificou para as semifinais do torneio, nomeando o próximo Campeão Intercontinental . Quinze dias depois, no SmackDown , ele sofre um acidente de carro, mas sua vida não está em perigo.

#### Voltar paraRaw,Heel Turne aliança com Jaxson Ryker (2020-2021)
a 12 de outubrono Raw , durante o Draft , ele foi anunciado para ser transferido para o show vermelho por Stephanie McMahon . Mais tarde naquela noite, ele permite que AJ Styles derrote Jeff Hardy e Seth Rollins em uma Triple Threat Match atacando o segundo. Na semana seguinte no Raw , ele foi atacado por Jeff Hardy no final de seu show. Ele desafia o último para uma partida no Hell in a Cell . a25 de outubrono Hell in a Cell , ele derrotou Jeff Hardy por desclassificação, tendo sido atacado por seu oponente com sua própria guitarra. No dia seguinte no Raw , ele perdeu para Keith Lee , não conseguindo entrar no time vermelho masculino do Survivor Series . Na semana seguinte no Raw , ele perdeu para Jeff Hardy em uma Guitar on a Pole Match . a9 de novembrono Raw , ele perdeu uma Triple Threat Match para Riddle , que também incluía Jeff Hardy , não se juntando como o último membro da equipe masculina do Red Show na Survivor Series . a22 de novembrodurante o pré-show no Survivor Series , ele não venceu o Dual Brant Battle Royal , derrotado pelo Miz . a30 de novembrono Raw , ele perde para Jeff Hardy em uma Symphony of Destruction Match .
a 4 de janeiro de 2021em Raw Legends , ele perde para AJ Styles , e mais tarde anuncia sua participação no Royal Rumble . a31 de janeiroo Royal Rumble , ele entrou no Royal Rumble masculino em 13 ª posição, mas foi eliminado por Damian Priest . ao 21 de fevereirodurante o pré-show na Elimination Chamber , ele perdeu uma Fatal 4-Way Match para John Morrison , que também incluiu Ricochet e Mustafa Ali , não adicionando na Triple Threat Match pelo título dos Estados Unidos . a21 de marçoem Fastlane , ele substituiu o ferido Shane McMahon , mas perdeu para Braun Strowman . No dia seguinte no Raw , ele perdeu novamente para Braun Strowman .
a 5 de abrilno Raw , ele e Jaxson Ryker perderam para Braun Strowman em um Handicap Match 2 contra 1 . a9 de abrilna WrestleMania especial da SmackDown , ele não venceu o Andre the Giant Memorial Battle Royal , vencido por Jey Uso . a26 de abrilno Raw , the Miz (acompanhado por John Morrison ), Jaxson Ryker e ele perderam para Damian Priest e New Day em um 6-Man Tag Team Match . Na semana seguinte no Raw , ele e Jaxson Ryker perderam para Randy Orton e Riddle . a10 de maiono Raw , ele e AJ Styles , Omos , Jaxson Ryker perderam para o New Day , Riddle e Randy Orton em uma luta de equipes de 8 homens . a31 de maiopara o Raw , Jaxson Ryker e ele não ganharam os títulos de tag team do Raw , derrotado por AJ Styles e Omos . Após a luta, ele termina sua aliança com o ex-membro dos Filhos Esquecidos.

## Na luta profissional
- Movimentos de finalização
  - Como Elias (Samson)
    - Diving elbow drop - 2016[9]
    - Drift Away (Swinging fisherman neckbreaker) - 2016-atualmente
    - Rolling cutter - 2016

  - Como Logan Shulo
    - Halo Bomb (Electric chair dropped em um sitout powerbomb)
- Movimentos secundários
  - Big boot
  - Boston crab
  - Corner mule kick
  - Discus Clothesline
  - Diving double foot stomp
  - Dropkick
  - High knee
  - Lariat
  - Nerve hold
  - Reverse chinlock
  - Running leaping shoulder block
  - Suplex
- Alcunhas
  - "The Drifter"[3]
  - "Heavy Metal Jesus"[3][10]
  - "The Frontman"[3]
  - "King of Song Style"[11]
- Temas de entrada
  - "Darkside of the Road" por Ol' Style Skratch (NXT; 24 de abril de 2015 – 16 de dezembro de 2015)
  - "Drift" por CFO$[12] (NXT/WWE; 23 de dezembro de 2015 – presente)

## Títulos e prêmios
- International Wrestling Cartel
- IWC Super Indy Championship (1 vez)[10]
- IWC World Heavyweight Championship (1 vez)[13][14]
- Pro Wrestling Illustrated
  - PWI colocou-o em 203º dos 500 melhores lutadores individuais na PWI 500 em 2016[15]
- WWE
- WWE 24/7 Championship (3 vezes)

### Luchas de Apuestas
| Vencedor (aposta)       | Perdedor (aposta)       | Local            | Evento | Data                    | Notas                          |
| ----------------------- | ----------------------- | ---------------- | ------ | ----------------------- | ------------------------------ |
| Kassius Ohno (contrato) | Elias Samson (contrato) | Orlando, Flórida | NXT    | 22 de fevereiro de 2017 | Exibido em 29 de março de 2017 |